# Monica Z
Monica Z er en svensk film fra 2013, instrueret af Per Fly med manuskript af Peter Birro. Filmen er en dramatisering af en stor del af sangerinden Monica Zetterlunds liv og karriere med op- og nedture med Edda Magnason i titelrollen.

## Handling
Den enlige mor Monica (Edda Magnason) bor hos sine forældre (Kjell Bergqvist og Cecilia Ljung) i provinsen i Sverige. Hendes far spillede i sin ungdom trompet, men havde aldrig modet til at forfølge en musikalsk karriere. Monica synger sammen med lokale orkestre, men bliver opdaget af førende skikkelser i branchen. I modsætning til faderen kaster hun sig ud i musikkarrieren og bliver et stort navn i Sverige, selv om en beskæmmende sidsteplads ved Eurovision Song Contest 1963 giver ridser i lakken. Hun kommer dog over skuffelsen og får tilbud om at komme til USA og synge sammen med en række af jazzmusikkens store navne. Her oplever hun raceadskillelsen, og hendes internationale karriere brister, da hun insisterer på at spille med sorte musikere.
Både hendes liv og hendes karriere har op- og nedture; i privatlivet får hun problemer, fordi hun både har forhold til mange mænd og efterhånden oparbejder et betydeligt alkoholproblem. Trods sit indlysende musikalske talent og brede anerkendelse savner Monica i den sidste ende altid at blive bekræftet i sin position.

## Medvirkende
I filmen medvirker blandt andet:
| Skuespiller         | Rolle                    |
| ------------------- | ------------------------ |
| Edda Magnason       | Monica Zetterlund        |
| Sverrir Gudnason    | Sture Åkerberg           |
| Nadja Christiansson | Eva-Lena, Monicas datter |
| Kjell Bergqvist     | Bengt, Monicas far       |
| Cecilia Ljung       | Margareta, Moncias mor   |
| David Hellenius     | Pladeselskabsdirektør    |
| Vera Vitali         | Marika Nilsson           |
| Johannes Wanselow   | Beppe Wolgers            |
| Oskar Thunberg      | Vilgot Sjöman            |
| Jörgen Thorsson     | Tage Danielsson          |
| Fredrik Lindborg    | Arne Domnérus            |
| Hedda Stiernstedt   | Lina                     |
| Randal D. Ingram    | Bill Evans               |
| Rob Morgan          | Miles Davis              |
| Amelia Fowler       | Ella Fitzgerald          |
| Clinton Ingram      | Tommy Flanagan           |
| Hanna Ullerstam     | Kerstin Wolgers          |
| Harry Friedländer   | Hasse Alfredson          |
| Andréa Ager-Hanssen | Lena Nyman               |
| Henrik Ståhl        | Povel Ramel              |

## Baggrund og optagelse
Filmen blev produceret af Stellanova Film i samarbejde med Film i Väst, Sveriges Television, danske Eyeworks Fine & Mellow og Svensk Filmindustri. Filmen havde et budget på 40 millioner SEK. Den var støttet af de svenske og danske filminstitutter og Eurimages fra Europarådet.
Filmen havde arbejdstitlerne Monica Z - Hela Sveriges Monica og Monica Zetterlund - Ett lingonris i et cocktailglas (efter et digt, Tage Danielsson skrev til Monica Zetterlund).

## Modtagelse
Filmen fik gennemgående fine anmeldelser, selv om nogle af de historiske friheder, som manuskriptforfatter Peter Birro havde taget, blev kritiseret. Blandt andet blev portrætteringen af Monicas far fremhævet for ikke at være realistisk.
Den blev en publikumssucces i hjemlandet, hvor der blev solgt 62.666 billetter i premiereweekenden. Ved det følgende års uddeling af Guldbaggen var Monica Z nomineret til 11 priser og vandt fire: Bedste instruktion (Per Fly), bedste kvindelige hovedrolle (Edda Magnason), bedste mandlige birolle (Sverrir Gudnason) og bedste kostumer (Kicki Ilander).